# Brathering

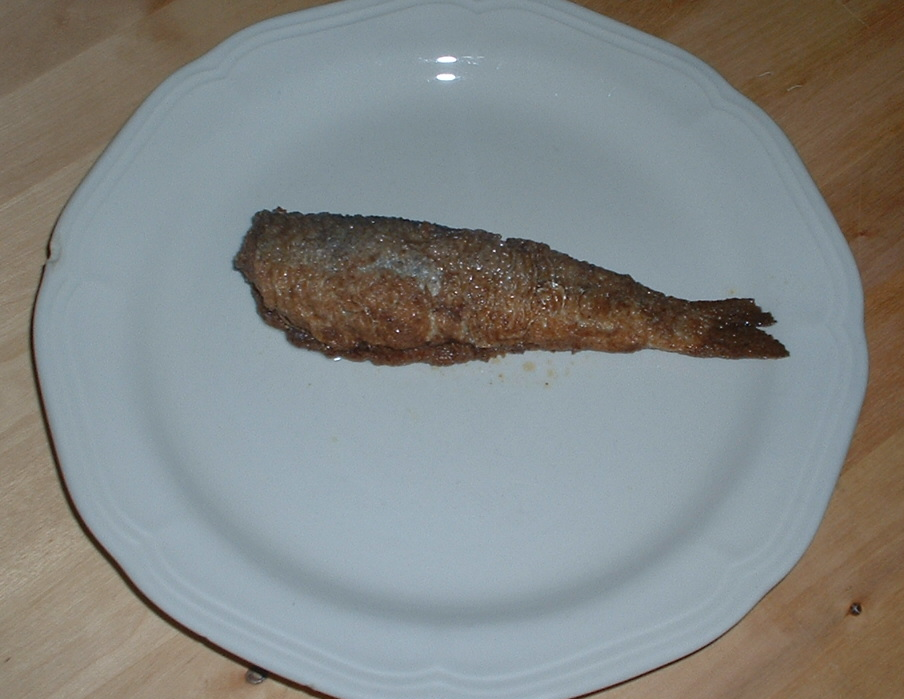
Brathering.

El brathering es un plato alemán simple consistente en un arenque frito marinado.
Una receta común parte de arenques enteros verdes (es decir, frescos), que se empanan o simplemente se enharinan, se fríen y por último se encurten en una marinada de vinagre y se cuecen brevemente en agua, cebolla, sal, especias (como pimienta, hoja de laurel y granos de mostaza) y un poco de a azúcar.
El arenque se sirve frío y bien mojado, acompañado de pan, patatas fritas o asadas. Las espinas finas del arenque se disuelven parcialmente en el marinado, de forma que casi no molestan al comerlo.
Si se refrigera, el brathering puede conservarse hasta dos semanas. También se encuentra disponible comercialmente.
- Datos: Q882576
- Multimedia: Brathering / Q882576